# Продор на исток
Продор на исток (њем. Drang nach Osten) термин је скован у 19. вијеку и означава њемачку експанзију ка словенским земљама. Термин је постао мото њемачког националистичког покрета крајем 19. вијека. У неким историјским дискурсима, „Продор на исток” комбинује историјска њемачка насеље у средњој и источној Европи, средњовјековне (12—13. вијек) војне експедиције попут тевтонских витезова (видјети Сјеверни крсташки ратови) и политику германизације и ратове савремене њемачке државе, попут нацистичког концепта животног простора.
У Пољској термин Продор на исток се користи како би се описао програм германизације Пољске, док је у Њемачкој мото дио ширег националистичког одобрења средњовјековних њемачких насеља на истоку и идеје о „супериорности њемачке културе”. Мото „Продор на запад” (њем. Drang nach Westen), изведен из Продора на исток, кориштен за приказ наводног пољског продора на запад.
Концепт Продор на исток био је кључни елемент њемачког национализма и главни елемент нацистичке идеологије.

## Поријекло термина
Пољски новинар Јулијан Клачко 1849. године прва је особа која је употријебила термин Продор на исток, иако је дискутабилно да је он осмислио термин или га је користио у виду цитата. Будући да се термин у већини случајева користи у њемачком облику, закључено је да је њемачког поријекла.

## Позадина
Продор на исток је повезан са средњовјековним њемачким Остзилдунгом. Овај „колонизација истока” односи се на експанзију њемачке културе, језика, државе и насеља у источне и сјеверне области Европе, насељене Словенима и Балтима.
Раст становништва током високог средњег вијека подстакао је кретање народа из Порајња, Фландрије и Саксоније у саставу Светог римског царства ка истоку у слабије насељена подручје Балтика и Пољске. Ово кретање становништва подстицало је племство, словенски краљеви и војводе, као и средњовјековна Црква. Већина ових насеља настала је на штету Полабских Словена и паганских Балта (видјети Сјеверни крсташки ратови).
Будућа држава Пруска, назив је добила по побјеђеним Старим Прусима, своје коријене углавном има у овим кретањима. Како се средњи вијек приближавао крају, Тевтонски ред, који је у сјеверну Пољску позвао Конрад Пјаст, асимилисао и присилно преобратио велики дио јужног балтичког приобаља.
Након подјеле Пољске између Пруске, Аустрије и Русије крајем 18. вијека, Пруска је стекла велики дио западне Пољске. Пруси, а касније и Нијемци, спроводили су политику германизације на пољским територијама. Русија и Шведска су на крају освојеле земље који је заузео Тевтонски ред на простору Естоније и Ливоније.

## Продор на исток у њемачком дискурсу
Термин је постао средиште њемачког националистичког поректа 1891. године, са оснивањем Свењемачке лиге, у ријечима: „Стари продор на исток мора да се оживи”. Нацистичка Њемачка користила је слога када је Чехе назвала „словенским бедемом продора на исток” током Судетске кризе 1938. године.
Упркос политика Продора на истока, кретање становништва се кретало у супротном смјеру, јер су људе из рурално нискоразвијених области Истока привлачили напредне индустријске области Западне Њемачке. Ова феномен постао је познат по њемачком термину Остфлухт, дословно бјег са Истока.
Са развојем роматичног национализма у 19. вијеку, пољски и руски интелектуалци су почели њемачки Остзидлунг сматрати Продором на исток. Њемачко царство и Аустроугарска монархија су покушавале проширити своју моћ на исток; Њемачка стиче утицај у све слабијем Османском царству (источно питање), а Аустроугарска кроз аквизицију територија стиче утицај на Балкану.

### Продор на запад
Нови позив њемачких националиста на Продор на исток био је супростављање пољском Продору на запад. Први свјетски рат се завршио Версајским миром, по коме је већина или дијелови њемачких покрајина Позен, Западна Пруска и Горња Шлеска дат поновно успостављеној Пољској; западнопруски град Данциг постао је Слободни град Данциг. Пољске новине Впрост користиле су термин Продор на исток и Продор на запад у августу 2002. године за наслов приче о преузимању пољског STOEN од стране њемачког предузећа RWE и пољуску миграцију у источну Њемачку.
Продор на запад је ироничан назив поглавља у књизи Struggle for Empire Еика Џозефа Голдберга, који се користи за истицање несталих амбиција према истоку Лудвига Њемачког, који умјесто на исток своје краљевство шири на запад.

## Асимилација
Колонизација је била изговор за процесе асимилације који су трајали вековима. Асимилација се одвијала у оба смера – зависно од региона и већинског становништва, словенски и германски досељеници су се међусобно асимилирали.

### Германи
Процес полонизације немачких досељеника у Кракову и Познању трајао је око два века. Заједница је могла само да настави свој изоловани положај уз наставак придошлица из немачких земаља. Лужички Срби су такође асимиловали немачке насељенике, али су у исто време и саме мале Лужичке заједнице биле асимиловане од стране околног становништва немачког говорног подручја. Многи градови централне и источне Европе развили су се у мултиетничка средишта.

### Третман, учешће и трагови Венда
Иако густина словенског становништва генерално није била велика у поређењу са Царством, и као резултат опсежног ратовања током 10. до 12. века још више је опала, неки центри насељавања су задржали своју популацију Венда у различитом степену, опирући се асимилацији дуго времена.
На територијама Помераније и Шлеске, немачки мигранти нису се насељавали у стара вендска села већ су оснивали нова на земљиштима која су је доделило словенско племство и монашко свештенство. У походима западно од Одре, Венде су повремено протеривани, а насељеници су обнављали села. Нова села би ипак задржала своја некадашња словенска имена. У случају села Бобелин у Мекленбургу, исељени вендски становници су у више наврата нападали њихово некадашње село, ометајући пресељење.
У Лужичком маршу ситуација је поново била другачија јер се област, а посебно Горња Лужица, налази близу Чешке, којом је владала словенска династија, лојално и моћно војводство Царства. У овој средини су немачки феудалци често сарађивали са словенским становништвом. Випрехт од Гроича, истакнута личност током раног периода немачке миграције, стекао је локалну власт само браком са словенском племкињом и подршком чешког краља. Немачко-словенски односи су углавном били добри, док су односи између Словенске Бохемије и Пољске којом су владали Словени били нарушени сталном борбом.
Дискриминација Венда није била део општег концепта Ostsiedlung. Уместо тога, Венди су били подложни режиму ниског опорезивања и стога нису били тако профитабилни као нови насељеници. Иако су већину досељеника чинили Немци (Франци и Баварци на југу, а Саси и Фламанци на северу), Венди и друга племена су такође учествовала у насељавању. Нови досељеници нису бирани само због њихове етничке припадности, што је концепт непознат у средњем веку, већ због њихове радне снаге и пољопривредног и техничког знања.
Већина Венда је постепено асимилована. Међутим, у изолованим руралним областима где су Венди чинили значајан део становништва, они су наставили своју културу. То су били древански Полабци из Вендланда источно од Линебуршке пустоши, Јабелхеидски Древани из јужног Мекленбурга, Словинци и Кашуби из источне Помераније и Срби из Лужица. Лужица је била насељена великом популацијом Лужичких Срба све до краја 19. века пошто је језичка асимилација наступила за релативно кратко време.